# Abondant
Abondant es una comuna de Francia situada en el departamentos de Francia de Eure-et-Loir, en la región de Centro-Valle del Loira. Se sitúa a 10 km de Dreux, a 75 km oeste de Paris y a 45 km al norte de Chartres. Es parte del Cantón de Anet en el distrito de Dreux. Abondant es la comuna más grande en superficie de Eure-et-Loir.
Sus habitantes se denominan, en francés, Abondantais (es).

## Geografía
Una gran parte de la superficie de la comuna se encuentra en el bosque nacional de Dreux, el cual se cruza por el camino GR 22 que conecta Paris con Mont-Saint-Michel.

## Demografía
| Gráfica de evolución demográfica de Abondant entre 2006 y 2018 |
|                                                                |

Fuentes: INSEE.

## Administración
- Consejero general: Albéric de Montgolfier
- Diputado actual del distrito: Gérard Hamel

## Monumentos
Castillo del siglo XVII, rearmado como residencia de hotel. La sala de estar siglo XVIII) del castillo se compone de trabajos de carpentería, asientos y chimenea se encuentra en el Museo del Louvre en París.

## Personajes célebres
- Luis François de Bouchet, marqués de Sourches, memorialista del siglo de Luis XIV.
- La duquesa Louise-Elisabeth de Croÿ de Tourzel, gobernante de Enfants de France, (1749-1832).